# Rajon Pokrowsk
Der Rajon Pokrowsk (ukrainisch Покровський район/Pokrowskyj rajon; russisch Покровский район/Pokrowski rajon) ist eine 1923 gegründete Verwaltungseinheit innerhalb der Oblast Donezk im Osten der Ukraine.

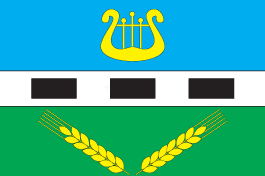
Flagge des Rajons

Der Rajon hat eine Fläche von 4020 km² und eine Bevölkerung von etwa 390.000 Einwohnern, der Verwaltungssitz befindet sich in der namensgebenden Stadt Pokrowsk, diese war jedoch selbst bis Juli 2020 kein Teil des Rajonsgebietes.
Der Rajon wurde 1923 als Rajon Gryschyne gegründet, trug dann zwischen 1934 und 1938 den Namen Rajon Postyschewe und schließlich zwischen 1938 und dem 12. Mai 2016 analog zum Namen der Stadt den Namen Rajon Krasnoarmijsk (ukrainisch Красноармійський район/Krasnoarmijskyj rajon).
Am 17. Juli 2020 kam es im Zuge einer großen Rajonsreform zur Auflösung des alten Rajons und einer Neugründung unter Vergrößerung des Rajonsgebietes um die Rajone Dobropillja, Marjinka (nördliche Teile) und Jassynuwata (westliche Teile) sowie der bis dahin unter Oblastverwaltung stehenden Städte Pokrowsk, Awdijiwka, Dobropillja, Myrnohrad, Nowohrodiwka und Selydowe.

Rajonsgebiet bis Juli 2020
Rajonsgebiet ab Juli 2020

## Geographie
Der Rajon liegt im Westen der Oblast Donezk, er grenzt im Norden an den Rajon Kramatorsk, im Osten an den Rajon Horliwka, im Südosten an den Rajon Donezk und den Rajon Kalmiuske, im Süden an den Rajon Wolnowacha sowie im Westen an den Rajon Synelnykowe (in der Oblast Dnipropetrowsk gelegen).

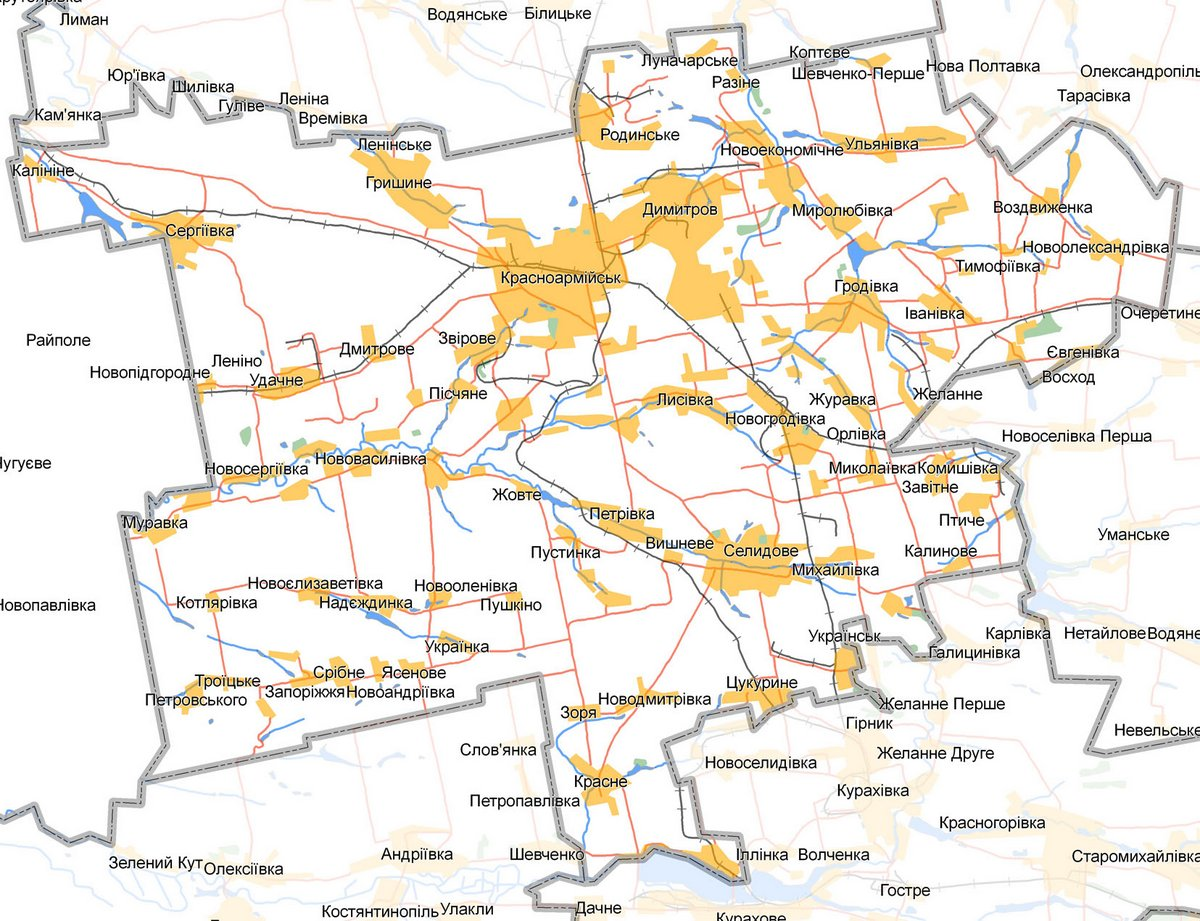
Übersichtskarte des Rajons

Durch den Rajon fließen die Flüsse Solona (Солона), der Hryschynka (Гришинка) und der Kasennyj Torez, das Gebiet liegt im Bereich der Donezplatte, dabei ergeben sich Höhenlagen zwischen 160 und 220 Höhenmetern.

## Administrative Gliederung
Auf kommunaler Ebene ist der Rajon in 14 Hromadas (9 Stadtgemeinden, 3 Siedlungsgemeinden und 2 Landgemeinden) unterteilt, denen jeweils einzelne Ortschaften untergeordnet sind.
Zum Verwaltungsgebiet gehören:
- 14 Städte
- 16 Siedlungen städtischen Typs
- 206 Dörfer
- 28 Ansiedlungen

Die Hromadas sind im Einzelnen:
- Stadtgemeinde Pokrowsk
- Stadtgemeinde Awdijiwka
- Stadtgemeinde Biloserske
- Stadtgemeinde Dobropillja
- Stadtgemeinde Kurachowe
- Stadtgemeinde Marjinka
- Stadtgemeinde Myrnohrad
- Stadtgemeinde Nowohrodiwka
- Stadtgemeinde Selydowe
- Siedlungsgemeinde Hrodiwka
- Siedlungsgemeinde Otscheretyne
- Siedlungsgemeinde Udatschne
- Landgemeinde Kryworischschja
- Landgemeinde Schachowe

Bis Juli 2020 war er auf kommunaler Ebene in drei Siedlungsratsgemeinden sowie 17 Landratsgemeinden unterteilt, denen jeweils einzelne Ortschaften untergeordnet sind.
Zum Verwaltungsgebiet gehören:
- 3 Siedlungen städtischen Typs
- 86 Dörfer
- 9 Ansiedlungen

### Siedlungen städtischen Typs
| Siedlungen städtischen Typs | Siedlungen städtischen Typs | Siedlungen städtischen Typs               |
| Name                        | Name                        | Name                                      |
| ukrainisch transkribiert    | ukrainisch                  | russisch                                  |
| --------------------------- | --------------------------- | ----------------------------------------- |
| Hrodiwka                    | Гродівка                    | Гродовка (Grodowka)                       |
| Nowoekonomitschne           | Новоекономічне              | Новоэкономическое (Nowoekonomitscheskoje) |
| Udatschne                   | Удачне                      | Удачное (Udatschnoje)                     |

### Dörfer und Siedlungen
| Dörfer                             | Dörfer                  | Dörfer                                               | Dörfer            |
| Name                               | Name                    | Name                                                 | Gemeindezuordnung |
| ukrainisch transkribiert           | ukrainisch              | russisch                                             | Gemeindezuordnung |
| ---------------------------------- | ----------------------- | ---------------------------------------------------- | ----------------- |
| Balahan                            | Балаган                 | Балаган (Balagan)                                    | Nowoekonomitschne |
| Baraniwka                          | Баранівка               | Барановка (Baranowka)                                | Nowooleksandriwka |
| Berestky                           | Берестки                | Берестки (Berestki)                                  | Sonziwka          |
| Bohdaniwka                         | Богданівка              | Богдановка (Bogdanowka)                              | Sribne            |
| Datschenske                        | Даченське               | Даченское (Datschenskoje)                            | Lyssiwka          |
| Fedoriwka (bis 2016 Lunatscharske) | Федорівка (Луначарське) | Фёдоровка (Fjodorowka)/Луначарское (Lunatscharskoje) | Nowoekonomitschne |
| Hnatiwka                           | Гнатівка                | Гнатовка (Gnatowka)                                  | Lyssiwka          |
| Horichowe (bis 2016 Petrowskoho)   | Горіхове (Петровського) | Орехово (Orechowo)/Петровского (Petrowskogo)         | Sribne            |
| Hryhoriwka (bis 2016 Leninske)     | Григорівка (Ленінське)  | Григоровка (Grigorowka)/Ленинское (Leninskoje)       | Petriwka          |
| Hryschyne                          | Гришине                 | Гришино (Grischino)                                  | Hryschyne         |
| Iwaniwka                           | Іванівка                | Ивановка (Iwanowka)                                  | Iwaniwka          |
| Jassenowe                          | Ясенове                 | Ясеновое (Jassenowoje)                               | Sribne            |
| Jelysawetiwka                      | Єлизаветівка            | Елизаветовка (Jelisawetowka)                         | Myroljubiwka      |
| Jewheniwka                         | Євгенівка               | Евгеновка (Jewgenowka)                               | Iwaniwka          |
| Jurjiwka (bis 2016 Worowske)       | Юр'ївка (Воровське)     | Юрьевка (Jurjewka)/Воровское (Worowskoje)            | Petriwka          |
| Kalyniwka (bis 2016 Kalinine)      | Калинівка (Калініне)    | Калиновка (Kalinowka)/Калинино (Kalinino)            | Serhijiwka        |
| Kalynowe                           | Калинове                | Калиново (Kalinowo)                                  | Mykolajiwka       |
| Krasnyj Jar                        | Красний Яр              | Красный Яр (Krasny Jar)                              | Hrodiwka          |
| Krasnyj Lyman                      | Красний Лиман           | Красный Лиман (Krasny Liman)                         | Riwne             |
| Krutyj Jar                         | Крутий Яр               | Крутой Яр (Krutoi Jar)                               | Hrodiwka          |
| Lyssiwka                           | Лисівка                 | Лысовка (Lyssowka)                                   | Lyssiwka          |
| Lyssytschne                        | Лисичне                 | Лисичное (Lissitschnoje)                             | Iwaniwka          |
| Malyniwka (bis 2016 Uljaniwka)     | Малинівка (Улянівка)    | Малиновка (Malinowka)/Ульяновка (Uljanowka)          | Malyniwka         |
| Maryniwka                          | Маринівка               | Мариновка (Marinowka)                                | Mykolajiwka       |
| Memryk                             | Мемрик                  | Мемрик (Memrik)                                      | Mychajliwka       |
| Molodezke (bis 2016 Lenine)        | Молодецьке (Леніне)     | Молодецкое (Molodezkoje)/Ленино (Lenino)             | Udatschne         |
| Moskowske                          | Московське              | Московское (Moskowskoje)                             | Hrodiwka          |
| Murawka                            | Муравка                 | Муравка                                              | Udatschne         |
| Mychajliwka                        | Михайлівка              | Михайловка (Michailowka)                             | Mychajliwka       |
| Mychajliwka                        | Михайлівка              | Михайловка (Michailowka)                             | Nowoekonomitschne |
| Mykolajiwka                        | Миколаївка              | Николаевка (Nikolajewka)                             | Hrodiwka          |
| Mykolajiwka                        | Миколаївка              | Николаевка (Nikolajewka)                             | Mykolajiwka       |
| Mykolajiwka                        | Миколаївка              | Николаевка (Nikolajewka)                             | Nowoekonomitschne |
| Myrne                              | Мирне                   | Мирное (Mirnoje)                                     | Malyniwka         |
| Myroljubiwka                       | Миролюбівка             | Миролюбовка (Miroljubowka)                           | Myroljubiwka      |
| Nowoandrijiwka                     | Новоандріївка           | Новоандреевка (Nowoandrejewka)                       | Sribne            |
| Nowodymytriwka                     | Новодмитрівка           | Новодмитровка (Nowodimitrowka)                       | Sonziwka          |
| Nowojelysawetiwka                  | Новоєлизаветівка        | Новоелизаветовка (Nowojelisawetowka)                 | Nowojelysawetiwka |
| Nowomykolajiwka                    | Новомиколаївка          | Новониколаевка (Nowonikolajewka)                     | Udatschne         |
| Nowooleniwka                       | Новооленівка            | Новооленовка (Nowoolenowka)                          | Nowotrojizke      |
| Nowooleksandriwka                  | Новоолександрівка       | Новоалександровка (Nowoalexandrowka)                 | Nowooleksandriwka |
| Nowooleksandriwka                  | Новоолександрівка       | Новоалександровка (Nowoalexandrowka)                 | Nowotrojizke      |
| Nowoolexijiwka                     | Новоолексіївка          | Новоалексеевка (Nowoalexejewka)                      | Petriwka          |
| Nowopawliwka                       | Новопавлівка            | Новопавловка (Nowopawlowka)                          | Lyssiwka          |
| Nowoschelanne                      | Новожеланне             | Новожеланное (Nowoschelannoje)                       | Mykolajiwka       |
| Nowoserhijiwka                     | Новосергіївка           | Новосергеевка (Nowosergejewka)                       | Udatschne         |
| Nowotorezke                        | Новоторецьке            | Новоторецкое (Nowotorezkoje)                         | Iwaniwka          |
| Nowotrojizke                       | Новотроїцьке            | Новотроицкое (Nowotroizkoje)                         | Nowotrojizke      |
| Nowowassyliwka                     | Нововасилівка           | Нововасилевка (Nowowassilewka)                       | Nowotrojizke      |
| Nowoukrajinka                      | Новоукраїнка            | Новоукраинка (Nowoukrainka)                          | Lyssiwka          |
| Nowyj Trud                         | Новий Труд              | Новый Труд (Nowy Trud)                               | Lyssiwka          |
| Orliwka                            | Орлівка                 | Орловка (Orlowka)                                    | Mykolajiwka       |
| Petriwka                           | Петрівка                | Петровка (Petrowka)                                  | Petriwka          |
| Pischtschane                       | Піщане                  | Песчаное (Pestschanoje)                              | Pischtschane      |
| Preobraschenka                     | Преображенка            | Преображенка                                         | Sribne            |
| Prohres                            | Прогрес                 | Прогресс (Progress)                                  | Iwaniwka          |
| Promin                             | Промінь                 | Проминь (Promin)                                     | Hrodiwka          |
| Pustynka                           | Пустинка                | Пустынка                                             | Petriwka          |
| Rasine                             | Разіне                  | Разино (Rasino)                                      | Nowoekonomitschne |
| Rih                                | Ріг                     | Рог (Rog)                                            | Lyssiwka          |
| Riwne                              | Рівне                   | Ровное (Rownoje)                                     | Riwne             |
| Saporischschja                     | Запоріжжя               | Запорожье (Saporoschje)                              | Sribne            |
| Sawitne                            | Завітне                 | Заветное (Sawetnoje)                                 | Mykolajiwka       |
| Schewtschenko Persche              | Шевченко Перше          | Шевченко Первое (Schewtschenko Perwoje)              | Malyniwka         |
| Schowte                            | Жовте                   | Жёлтое (Schjoltoje)                                  | Nowotrojizke      |
| Schurawka                          | Журавка                 | Журавка                                              | Hrodiwka          |
| Selene                             | Зелене                  | Зелёное (Seljonoje)                                  | Lyssiwka          |
| Serhijiwka                         | Сергіївка               | Сергеевка (Sergejewka)                               | Iwaniwka          |
| Serhijiwka                         | Сергіївка               | Сергеевка (Sergejewka)                               | Serhijiwka        |
| Solone                             | Солоне                  | Солёное (Soljonoje)                                  | Pischtschane      |
| Sonziwka (bis 2016 Krasne)         | Сонцівка (Красне)       | Сонцовка (Sonzowka)/Красное (Krasnoje)               | Sonziwka          |
| Sorja                              | Зоря                    | Заря (Sarja)                                         | Sonziwka          |
| Sribne                             | Срібне                  | Срибное (Sribnoje)                                   | Sribne            |
| Suchezke                           | Сухецьке                | Сухецкое (Suchezkoje)                                | Riwne             |
| Suchyj Jar                         | Сухий Яр                | Сухой Яр (Suchoi Jar)                                | Lyssiwka          |
| Swirowe                            | Звірове                 | Зверево (Swerewo)                                    | Pischtschane      |
| Swyrydoniwka                       | Свиридонівка            | Свиридоновка (Swiridonowka)                          | Iwaniwka          |
| Trojanda                           | Троянда                 | Троянда                                              | Persche Trawnja   |
| Trojizke                           | Троїцьке                | Троицкое (Troizkoje)                                 | Sribne            |
| Tymofijiwka                        | Тимофіївка              | Тимофеевка (Timofejewka)                             | Nowooleksandriwka |
| Ukrajinka                          | Українка                | Украинка (Ukrainka)                                  | Sribne            |
| Uspeniwka                          | Успенівка               | Успеновка (Uspenowka)                                | Nowotrojizke      |
| Wessele                            | Веселе                  | Весёлое (Wessjoloje)                                 | Iwaniwka          |
| Wosdwyschenka                      | Воздвиженка             | Воздвиженка (Wosdwischenka)                          | Nowooleksandriwka |
| Wowkowe                            | Вовкове                 | Волково (Wolkowo)                                    | Pischtschane      |
| Wowtsche                           | Вовче                   | Волчье (Woltschje)                                   | Iwaniwka          |
| Siedlungen                         |                         |                                                      |                   |
| Kotljariwka                        | Котлярівка              | Котляровка (Kotljarowka)                             | Nowojelysawetiwka |
| Kotlyne (bis 2016 Dymytrowe)       | Котлине (Димитрове)     | Котлино (Kotlyno)/Димитрово (Dimitrowo)              | Persche Trawnja   |
| Losuwatske                         | Лозуватське             | Лозоватское (Losowatskoje)                           | Iwaniwka          |
| Nadeschdynka                       | Надеждинка              | Надеждинка (Nadeschdinka)                            | Nowojelysawetiwka |
| Nowopustynka                       | Новопустинка            | Новопустынка                                         | Nowotrojizke      |
| Persche Trawnja                    | Перше Травня            | Перше Травня                                         | Persche Trawnja   |
| Ptytsche                           | Птиче                   | Птичье (Ptitschje)                                   | Mykolajiwka       |
| Puschkine                          | Пушкіне                 | Пушкино (Puschkino)                                  | Nowojelysawetiwka |
| Tschunyschyne                      | Чунишине                | Чунишино (Tschunischino)                             | Lyssiwka          |